# Callimetopus albatus
Callimetopus albatus là một loài bọ cánh cứng trong họ Cerambycidae.